# Лекси Бел
Лекси Бел (на английски: Lexi Belle) е американска порнографска актриса, родена на 5 август 1987 г. в град Индипендънс, щата Луизиана, САЩ.

## Кариера
Дебютира като актриса в порнографската индустрия през 2006 г., когато е на 19-годишна възраст.
Снима се и в японски порнофилми.
През 2012 г. прави първата си сцена с анален секс във филма „Лекси“.
Включена е в списъците за 2011 г. и 2013 г. на „Мръсната дузина: най-популярните звезди в порното“ на телевизионния канал CNBC.
Участва в документалния филм „Aroused“ (2013 г.) за живота на 16 от най-популярните порнографски филмови актриси.
Избрана е за любимка на месеца на списание Пентхаус за май 2013 г. и за любимка на годината на същото списание за 2014 г.
През април 2014 г. е анонсирано, че Лекси Бел е включена заедно с порноактьорите Тори Блек, Реми Лакроа и Кийрън Лий в журито на уеб реалити шоуто „Секс фактор“.
През 2015 г. прави своя актьорски дебют в игрален филм в екшън-трилъра „Samurai Cop 2:. Deadly Vengeance“.

## Награди и номинации
Носителка на награди
- 2008: Adam Film World награда за тийн мечта на годината.[14]
- 2010: AVN награда за най-добра нова уеб звезда.[15]
- 2010: AVN награда за най-добра секс сцена с двойка само момичета (с Тори Блек) – „Област на схемите 5“.[15]
- 2010: XRCO награда за Cream Dream.[16]
- 2010: F.A.M.E. награда за любима недооценена звезда.[17]
- 2011: AVN награда за най-добра поддържаща актриса – „Батман ХХХ“.[18][19]
- 2012: NightMoves награда за най-добра изпълнителка (избор на авторите).[20]
- 2013: AVN награда за най-добро закачливо изпълнение (с Реми Лакроа) – „Реми“.[21]
- 2013: AVN награда за най-добра орална секс сцена – „Масивно върху лицето 4“.[21]
- 2013: AVN награда за най-добра секс сцена с тройка – момче/момче/момиче (с Рамон Номар и Мик Блу) – „Лекси“.[21]
- 2013: TLA Raw награда за най-добър изпълнител (жена).[22]
- 2013: NightMoves награда за най-добро тяло (избор на авторите).[23]
- 2014: AVN награда на феновете за звезда в социалните медии.[24]

Номинации
- 2009: Номинация за AVN награда за най-добра нова звезда.[25]
- 2009: Номинация за AVN награда за най-добра соло секс сцена – „Тийнейджърски разбивачки на сърца“.[25]
- 2010: Номинация за AVN награда за изпълнителка на годината.[26]
- 2010: Номинация за XBIZ награда за изпълнителка на годината.[27]
- 2010: Финалистка за F.A.M.E. награда за любима орална звезда.[28]
- 2010: Номинация за F.A.M.E. награда за най-горещо тяло.[28]
- 2011: Номинация за AVN награда за изпълнителка на годината.[29][18]
- 2011: Номинация за XBIZ награда за изпълнителка на годината.[30]
- 2012: Номинация за AVN награда за изпълнителка на годината.[31]
- 2012: Номинация за XRCO награда за Cream Dream.[32][33]
- 2013: Номинация за AVN награда за изпълнителка на годината.[34]
- 2013: Номинация за AVN награда за най-добра групова секс сцена само с момичета – „Али Хейз: истински секс“ (с Али Хейз и Ела Милано).[34]
- 2013: Номинация за XBIZ награда за изпълнителка на годината.[35]
- 2013: Номинация за XRCO награда за изпълнителка на годината.[36]
- 2013: Номинация за XRCO награда за оргазмен оралист.[36]
- 2013: Номинация за Exxxotica Fannys награда за най-ценна вагина (изпълнителка на годината).[37]
- 2013: Номинация за NightMoves награда за най-добра изпълнителка.[38]
- 2013: Номинация за NightMoves награда за най-добро тяло.[38]
- 2014: Номинация за AVN награда за най-добра актриса – „Трябваше да бъде“.[39]

Други признания и отличия
- 2010: Списание Cheri: курва на месец януари.[40]
- 2013: Списание Пентхаус – любимка за месец май.[10]